# Platges d'Oleiros i Los Botes
Les platges de Oleiros i Els Pots es troba en el concejo asturià de Cudillero i pertany a la localitat de Salamir. S'emmarquen en la Costa Occidental d'Astúries, sent les poques que presenten protecció mediambiental per estar catalogades com a Paisatge protegit, ZEPA i LIC.

## Descripció
La platja de Oleiros té forma de cala, té una longitud d'uns 510 m i una amplària mitjana de 35 m i sorra gruixuda i daurada amb molts palets i la dels Pots, que està a l'est de la d'Oleiros i que solament és accessible en baixamar és un pedrer de 170 m de longitud i uns 30 metres d'amplària mitjana. El seu entorn és rural i amb un baix grau d'urbanització i la perillositat és mitjana. Ambdues platges tenen molt poca assistència. Els accessos són per als vianants i inferiors a 0,5 km de fàcil recorregut. El seu entorn és rural i amb un baix mitjà d'urbanització. L'accés rodat és per un camí de terra en no gaire bones condicions.
Per accedir a aquestes platges cal localitzar els nuclis urbans de Lamuño i Salamir;l'accés està al costat de l'àrea recreativa de Muntanya Balsera, en el seu marge occidental. Allí s'inicia el descens, bastant llarg, arribant a uns 25 m de la platja a la qual s'accedeix a vaig piular baixant unes escales de pedra. Les platges estan abrigades pels penya-segats de la «punta Mal Perro» a l'est i per la «punta de El Cabo» per l'oest. Les platges manquen de qualsevol servei i les activitats més recomanades són la pesca submarina i l'esportiva o d'esbarjo a canya. En el seu extrem es practica el naturismo. Cal recordar que si s'accedeix al pedrer, cal estar molt atents a la pujada de la marea per no quedar tancat en aquesta zona durant hores.